# 奎可拉明
奎可拉明（英語：Quisqualamine）是使君子氨酸的α-脱羧衍生物，以及神经递质谷氨酸和γ-氨基丁酸（GABA）的相关配体。神经兴奋性氨基酸α-脱羧可以产生具有抑制作用的衍生物。因此，与使君子氨酸不同，奎可拉明具有中枢抑制性和神经保护性，并且其作用似乎主要作为GABAA型受体激动剂，并且作为甘氨酸受体的激动剂具有较小程度作用，导致其作用在体外被GABAA拮抗剂如荷包牡丹碱和印防己毒素以及甘氨酸拮抗剂如士的宁所抑制。Mg2 +和DL-AP5，NMDA受体阻滞剂，AMPA和红藻氨酸受体拮抗剂CNQX，以及GABAB受体拮抗剂2-羟基喹诺芬不影响奎可拉明的体外作用，表明它以任何方式不会直接影响离子型谷氨酸受体或GABAB受体。它是否与任何代谢型谷氨酸受体结合并发挥作用尚不清楚。